# 区域研究 (期刊)
《区域研究》（英語：Regional Studies）是一份1967年起发行的同行评审学术期刊，由勞特利奇出版，为月刊。该期刊是区域研究学会的官方期刊，发表区域研究和区域科学等学科领域内的研究。
据2023年发布的期刊引证报告指，《区域研究》的影响因子为4.4。

## 资料来源
1. ↑  . Regional Studies: 306.   [2024-08-21] （英语）.
2. ↑  . Web of Science Social Sciences. Thomson Reuters. 2023.

## 外部连结
- 官方网站